# Laweissi
Laweissi è uno dei tre comuni del dipartimento di Barkewol, situato nella regione di Assaba in Mauritania. Contava 11.095 abitanti nel censimento della popolazione del 2000.